# Мазовецкий, Тадеуш
Таде́уш Мазове́цкий (пол. Tadeusz Mazowiecki МФА: [taˈdɛuʂ mazɔˈvʲɛt͡skʲi]о файле; 18 апреля 1927, Плоцк — 28 октября 2013, Варшава) — польский политик, один из лидеров движения «Солидарность» и первый послекоммунистический премьер-министр Польши (1989—1991).

## Биография
Родился в семье врача. Окончил юридический факультет Варшавского университета, однако юристом не работал, а сразу занялся публицистикой. В 1950 году начал работать в католическом еженедельнике во Вроцлаве, занимался вопросами молодёжи. Через некоторое время занял пост главного редактора вроцлавского католического еженедельника. В 1952 году вступил во вроцлавскую организацию Общества светских католиков (ПАКС). В 1954 году активно включился в политическую деятельность. В 1955 году был исключён из ПАКС за критику его руководителя Болеслава Пясецкого. В 1956 году стал одним из основателей Клуба католической интеллигенции в Варшаве. В 1958 году основал ежемесячный журнал «Więź», орган Клуба католической интеллигенции, и стал его главным редактором. Депутат польского Сейма от оппозиционной католической организации «Знак» (Znak) в 1961—1972 годах. В 1968 году организация «Знак» стала известна как организатор студенческих демонстраций. В 1970-х годах поддерживал контакты с нелегальным Комитетом защиты рабочих и организацией оппозиционных интеллектуалов Польское независимое соглашение.
В 1980 году стал сотрудником руководителя независимого профсоюзного объединения «Солидарность» Леха Валенсы. В августе того же года стал инициатором письма группы интеллектуалов в поддержку бастующих рабочих Побережья. Был организатором и председателем комиссии экспертов при Межзаводском забастовочном комитете на Гданьской судоверфи. Был советником профсоюза «Солидарность», а в 1981 году занял пост главного редактора еженедельника «Тыгодник Солидарность» («Tygodnik Solidarnosc»).
13 декабря 1981 года в связи с введением в Польше военного положения был интернирован. Освобождён 23 декабря 1982 года. Был советником Леха Валенсы, а с 1987 года — советником Всепольской исполнительной комиссии профсоюза «Солидарность». С 1988 года — заместитель председателя ККИ, председатель комиссии по проблемам профсоюзного плюрализма Гражданского комитета «Солидарность». Участник первых прямых переговоров между руководителями «Солидарности» и Польской объединённой рабочей партией (ПОРП) после периода военного положения в сентябре 1988 года (беседы в Магдаленке). В феврале — апреле 1989 года — сопредседатель рабочей группы по проблемам профсоюзного плюрализма, член комиссии по политическим реформам и подкомиссии по средствам массовой информации. Координатор рабочих групп оппозиции на переговорах «круглого стола» между оппозицией и ПОРП. С апреля 1989 года — член Согласительной комиссии от профсоюза «Солидарность». Вновь стал главным редактором еженедельника «Тыгодник Солидарность».

## Правление

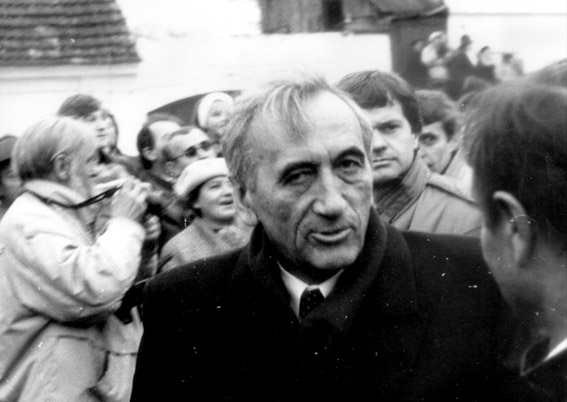
Тадеуш Мазовецкий

На состоявшихся в июне 1989 года полусвободных выборах был избран в Сейм от «Солидарности». В августе того же года был выдвинут в качестве одного из кандидатов на пост главы польского правительства. 18 августа 1989 года Президент Польши генерал Войцех Ярузельский принял Тадеуша Мазовецкого в сопровождении кардинала Юзефа Глемпа и лидера ПОРП Мечислава Раковского. На следующий день, 19 августа, Ярузельский принял отставку не получившего поддержки Сейма генерала Чеслава Кищака и назначил Председателем Совета Министров Польской Народной Республики Тадеуша Мазовецкого. 24 августа Сейм голосами сторонников «Солидарности» и депутатов от Объединённой крестьянской партии и Демократической партии одобрил кандидатуру Мазовецкого, который начал формирование правительства.
7 сентября Тадеуш Мазовецкий объявил состав первого некоммунистического правительства Польши. В нём 11 постов заняли представители «Солидарности», 4 поста — ПОРП, 4 поста — Объединённая крестьянская партия, 3 — Демократическая партия, и 1 — Солидарность крестьян-единоличников. Ключевые посты силовых Министров сохранили представители ПОРП Министр национальной обороны Флориан Сивицкий и Министр внутренних дел Чеслав Кищак. Пост Министра иностранных дел занял представитель «Солидарности» Кшиштоф Скубишевский, пост Министра труда и социального обеспечения Яцек Куронь, пост Министра культуры и искусств Изабелла Цивильска. Министром финансов стал Лешек Бальцерович. 12 сентября Сейм утвердил кабинет Мазовецкого. В своей первой речи перед Сеймом он заявил, что долгосрочной стратегической целью кабинета станет «возвращение к рыночной экономике и изменение роли государства в хозяйственной сфере».
Другой основной задачей вставшей перед правительством был демонтаж в Польше коммунистической системы. В ноябре Сейм принял закон о ликвидации добровольных отрядов гражданской милиции и упразднил политорганы в армии. 30 декабря 1989 года Конституция была изменена и Польская Народная Республика получила название Республика Польша.
Экономическая реформа, автором которой был Лешек Бальцерович, получила название «шоковой терапии», проводилась при участии экспертов США и Международного валютного фонда. Она включала в себя радикальное ограничение инфляции, достижение в течение года равновесия бюджета, товарного и денежного рынков и внедрение рыночных механизмов во все сферы экономики.
Первой зарубежной поездкой Тадеуша Мазовецкого стал не традиционный визит в Москву, а поездка в Италию, где 20 октября 1989 года он посетил Ватикан и был принят папой римским Иоанном-Павлом II. Только 23 ноября Мазовецкий отправился в свой первый визит в СССР, который занял четыре дня. Он провел переговоры с Председателем Совета Министров СССР Николаем Рыжковым, посетил Ленинград и Смоленск. Мазовецкий и Рыжков подтвердили отношения, основанные на Договоре о дружбе, сотрудничестве и взаимной помощи 1945 года и заинтересованность и развитии экономических связей. Было решено изменить торговые отношения и взаиморасчеты стран, отказавшись от практики Совета экономической взаимопомощи и перейдя к мировой практике.
В 1990 году Тадеуш Мазовецкий со своими сторонниками отошёл от «Солидарности» и основал центристскую партию Демократическая уния.
22 сентября 1990 года Сейм принял решение провести до конца года президентские выборы, а в начале 1991 года самораспуститься и провести свободные парламентские выборы. 4 октября вечером Мазовецкий выступил по национальному телевидению о объявил о выдвижении своей кандидатуры на пост Президента Польши. На выборах 22 ноября 1990 года он занял третье место, получив 18,8% голосов. 27 ноября 1990 года Мазовецкий подал в отставку с поста главы правительства и остался руководить страной до сформирования нового кабинета.
4 января 1991 года Тадеуш Мазовецкий оставил пост Премьер-министра Республики Польша.

## Карьера после 1991 года

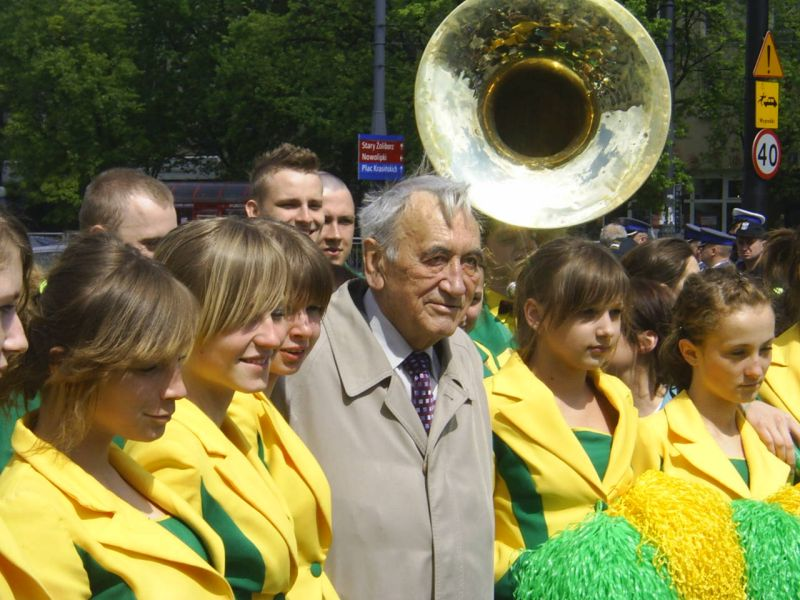
Тадеуш Мазовецкий (2007)

На выборах 27 октября 1991 года Демократическая уния Мазовецкого вышла на первое место, получив 13,3 % голосов и 75 мест в Сейме. Тадеуш Мазовецкий заявил, что готов вновь сформировать правительство. Но его партия не обладала парламентским большинством, к тому же против Мазовецкого выступили и Союз демократических левых сил, и Соглашение центристских сил, и бывший союзник президент Валенса. Новое правительство Польши возглавил Ян Ольшевский, а партия Мазовецкого не вошла в пятипартийную правящую коалицию.
В 1992 году Мазовецкий был назначен специальным представителем Комиссии ООН по правам человека в бывшей Югославии. В апреле 1994 года вместе с Лешеком Бальцеровичем, Брониславом Геремеком, Ханной Сухоцкой и Яном Белецким основал партию Уния Свободы и стал её первым председателем. Демократическая уния Мазовецкого вошла в состав новой партии.

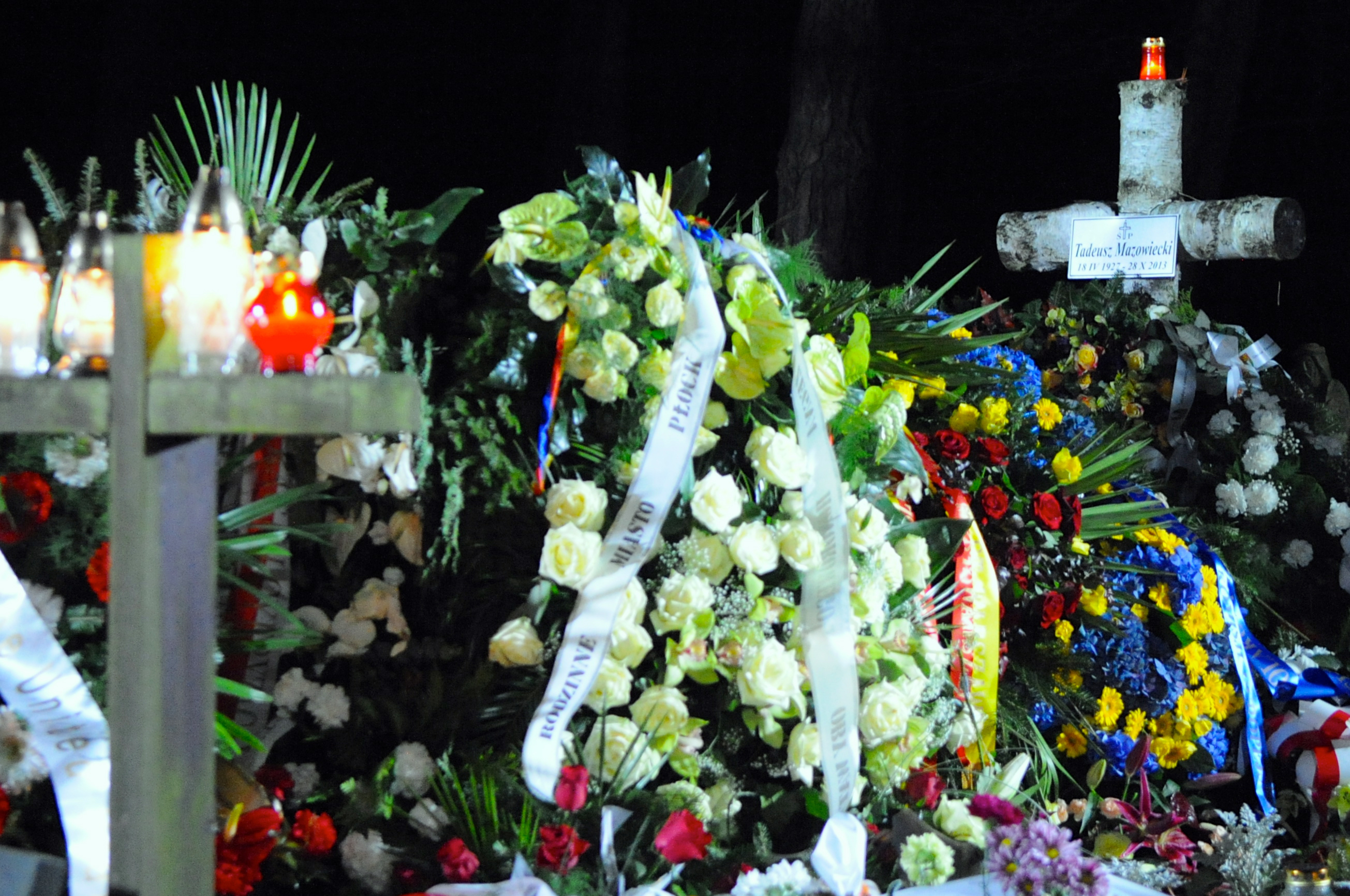
Могила на Лесном кладбище

В 1995 году, вскоре после массовых убийств в Сребренице, он ушёл в отставку с поста специального представителя Комиссии ООН по правам человека в бывшей Югославии в знак протеста против политики европейских стран и США в балканском регионе, поскольку те не смогли предотвратить массовых убийств.
В 1997 году Тадеуш Мазовецкий написал преамбулу Польской Конституции.
В 2001 году сложил полномочия депутата сейма.
Тадеуш Мазовецкий, доставленный накануне в больницу с лихорадкой, скончался 28 октября 2013 года в возрасте 86 лет. Похоронен на Лесном кладбище в селе Ляски.
По выражению Радослава Сикорского, он был «одним из отцов польской свободы и независимости».

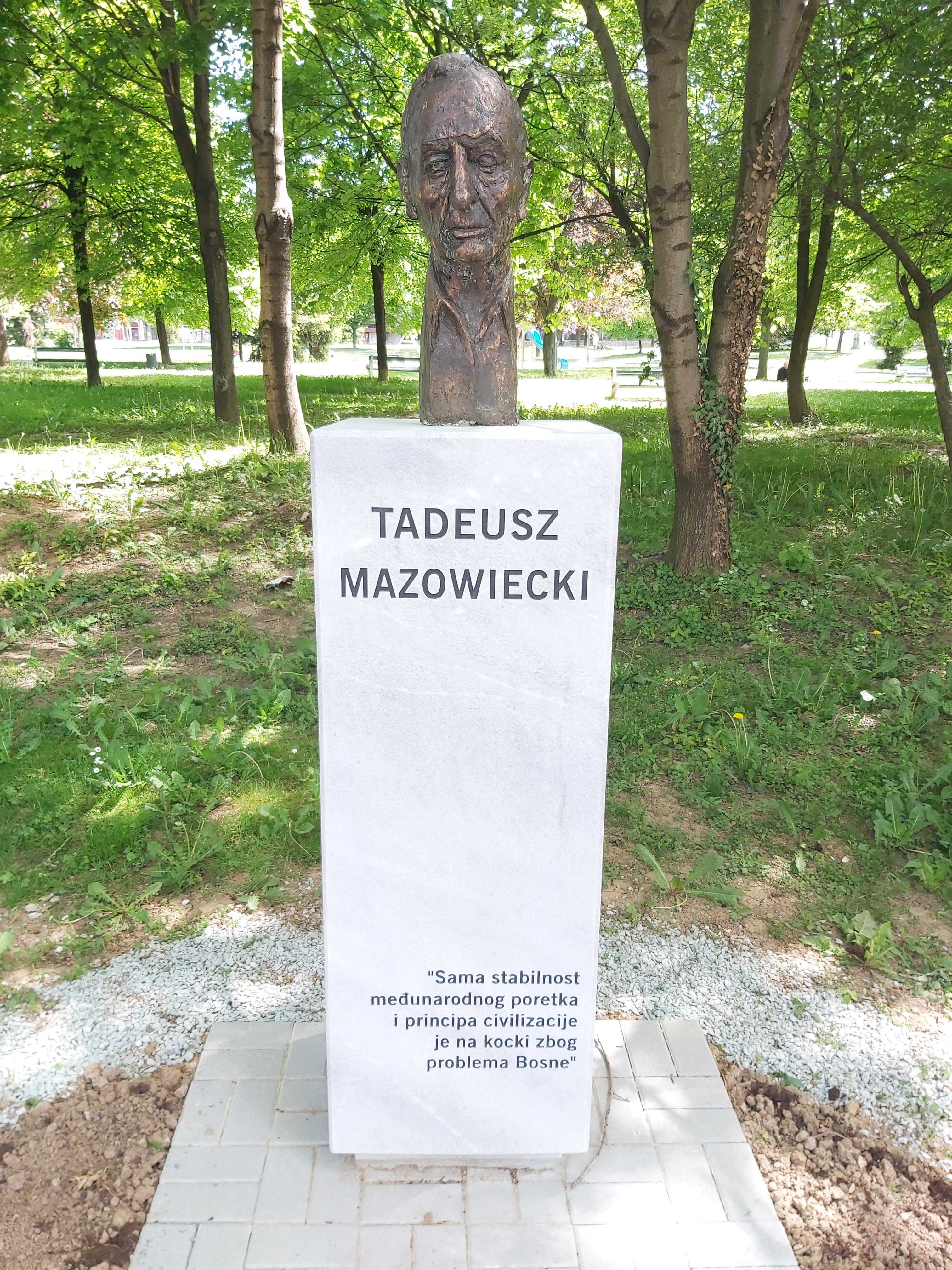
Бюст Тадеуша Мазовецкого в Сараево

## Награды
В 1998 году Тадеуш Мазовецкий был награждён высшей наградой Франции — орденом Почетного легиона.
Памятный знак за личный вклад в развитие трансатлантических отношений Литвы и по случаю приглашения Литовской Республики в НАТО (12 февраля 2003 года, Литва).
Лауреат премии Киселя в 2012 году.

## Личная жизнь
Тадеуш Мазовецкий был дважды женат. У него было трое сыновей — Войцех, Адам и Михель – и несколько внуков.